# Nils Olav

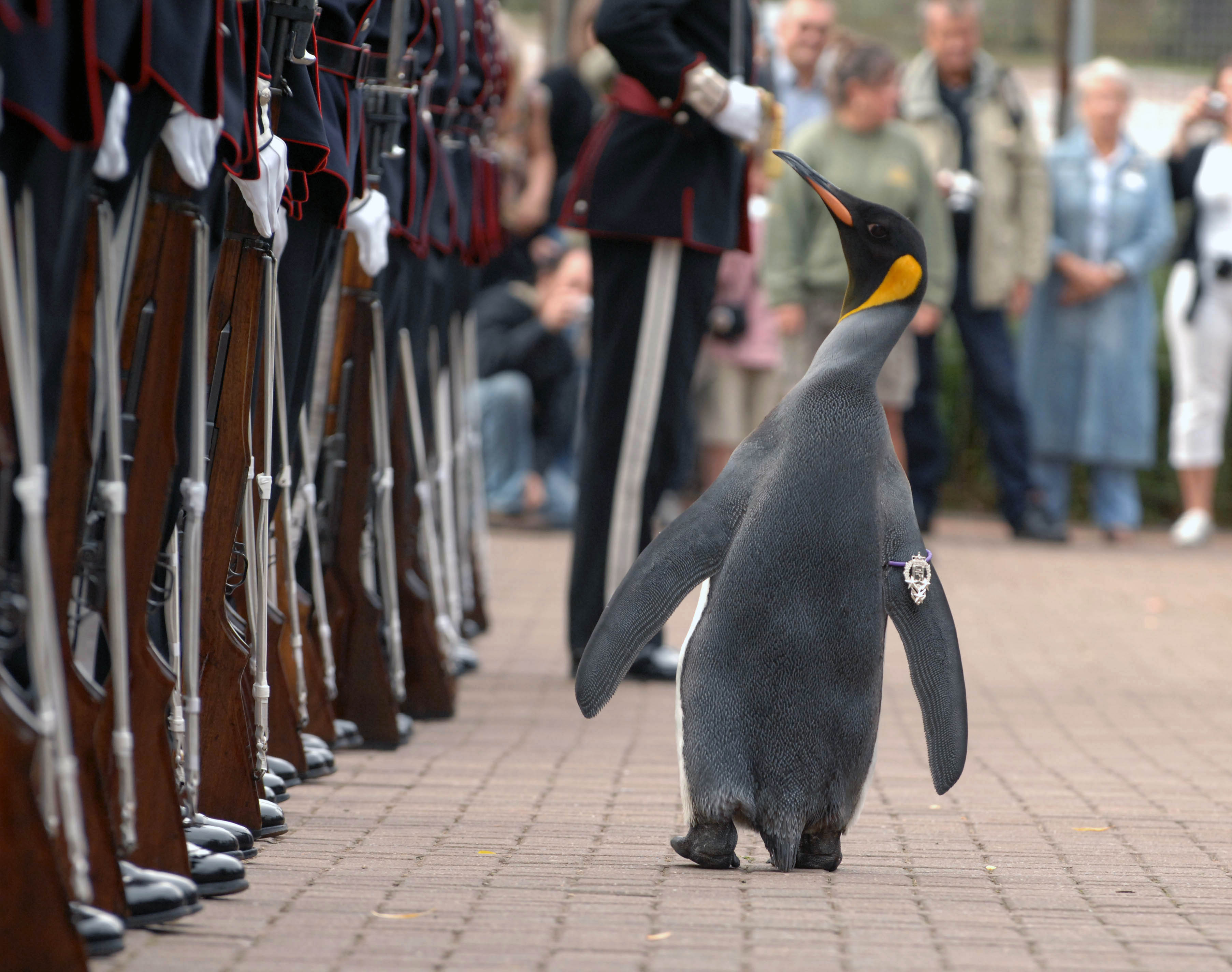
Nils Olav při přehlídce na počest jeho povýšení do rytířského stavu

Sir Nils Olav III. je samec tučňáka patagonského žijící v Zoologické zahradě v Edinburghu, který je důstojníkem norské armády.
V roce 1913 financoval skotský soudce norského původu Edward Theodore Salvesen založení chovu tučňáků v edinburské zoo jako připomínku cesty Roalda Amundsena na jižní pól. Od roku 1961 se norská královská garda pravidelně účastní festivalu Edinburgh Military Tattoo. V roce 1972 se gardisté rozhodli na návrh poručíka Nilse Egelieva adoptovat jednoho z místních tučňáků jako svého maskota a symbol dobrých vztahů mezi oběma zeměmi. Pták dostal jméno Nils Olav podle Egeliena a krále Olafa V. Původně měl hodnost rotného, postupně byl povyšován a od roku 2016 byl brigádním generálem. V srpnu 2023 byl povýšen na generálmajora.
Také mu byla v roce 2005 odhalena bronzová socha a v roce 2008 obdržel šlechtický titul baron Bouvetova ostrova. Současný Nils Olav je již třetím exemplářem v této roli (první uhynul v roce 1987 a druhý někdy mezi roky 2008 a 2016).    